# Royal Castors Braine (féminines)
Ne doit pas être confondu avec Royal Castors Braine (masculins).
Maillots
Le Royal Castors Braine est un club de basket-ball féminin basé à Braine-l'Alleud (Belgique), fondé en 2005 sous le matricule 130.
L'équipe féminine évolue en première division nationale et a remporté 8 titres de champions de Belgique depuis 2014.

## Histoire
L'équipe féminine fusionne avec les Castors du matricule 130 en été 2010 et accède directement à la première division nationale après avoir remporté le titre de championnat régional 1 (deuxième échelon), automatiquement sacré champion en raison de l'absence d'autres équipes en playoffs.
En 2014, elle remporte le championnat national et la coupe nationale. Elle participe alors à l'Eurocoupe féminine de basket-ball 2014-2015 et atteint la finale, devenant la première équipe belge à accéder à une finale européenne. Elle s'incline en finale face aux Françaises de Villeneuve-d'Ascq. Elle signe un second doublé coupe - championnat en 2015.
Au début de la saison 2015-2016, le Royal Castors Braine prend le nom de Mithra Castors Braine à la suite du partenariat avec Mithra Pharmaceuticals. L'équipe dispute  l'Euroligue 2016. Braine remporte son 3è titre de champion de Belgique en 2016. Braine remporte le titre de champion de Belgique 2017. En 2017, Braine remporte aussi sa 3ème coupe de Belgique. 
Saison 2017-2018, Braine rejoue à nouveau en Euroleague après une année en Eurocup. Braine signe cette saison un 5è titre de champion de Belgique consécutif. 
Saison 2018-2019, Braine joue l'Euroleague et remporte un 6è titre de champion de Belgique consécutif ainsi qu'une 4è coupe de Belgique sous la houlette du coach Patrick Muylaert qui repris l'équipe pour la fin de cette saison. A noter une série de 137 victoires consécutives dans le championnat de Belgique de division 1, série (oct 2013 - nov 2018) qui s'est arrêtée à la suite d'une défaite de 2 points à SKW.
Saison 2019-2020, nouveau coach, Fred Dusart, ex-coach de Villeneuve d'Ascq qui avait battu Braine en finale de l'Eurocup en 2015. A nouveau Braine joue l'Euroleague et se qualifie pour les 1/4 finales de l'Eurocup face à Valence. Pour cause de coronavirus, le 1/4 Finale est suspendu et reporté. Braine se qualifie à nouveau pour la finale de la coupe de Belgique face à Boom qui est aussi reportée pour la même raison. Braine terminant pour la 7è fois consécutive en tête du championnat de Belgique régulier, est déclaré champion de Belgique pour la 7è fois consécutive, les play-offs n'ayant pu se dérouler pour cause de coronavirus.

## Salle André Renaud
En 1986, le club des Castors (ancien matricule), en collaboration avec la commune, a inauguré le hall omnisports du complexe Gaston Reiff à Braine-l'Alleud. En 2011, pour les 25 ans de la salle, elle a été renommée salle André Renaud, en hommage au président du club de 1980 à 1998. La salle peut accueillir 2000 spectateurs.

## Palmarès
Championnat de Belgique (8)
- Champion : 2014, 2015, 2016, 2017, 2018, 2019, 2020, 2025

Coupe de Belgique (6)
- Vainqueur : 2014, 2015, 2017, 2019, 2025
- Finaliste : 2020, 2023, 2024

Eurocoupe
- Finaliste : 2015